# Gonomyia citribasis
Gonomyia citribasis là một loài ruồi trong họ Limoniidae. Chúng phân bố ở miền Australasia.